# كورون (جزيرة)
جزيرة كورون (بالإنجليزية: Coron Island) هي جزيرة تقع ضمن أرخبيل كالاميان في شمال محافظة بالاوان في الفلبين، تُعرف الجزيرة بجمالها الطبيعي الخلاب وتضاريسها الكارستية المذهلة التي تتكون من منحدرات حجرية حادة وبحيرات داخلية محاطة بجدران صخرية شاهقة.

تعد الجزيرة وجهة سياحية شهيرة، تشتهر ببحيراتها الصافية مثل بحيرة كايانغان وبحيرة باراكودا، فضلاً عن مواقع الغوص الغنية بالشعاب المرجانية وحطام السفن اليابانية التي تعود إلى الحرب العالمية الثانية، الجزيرة غير مطوّرة بشكل كبير مقارنة ببعض الجزر السياحية الأخرى، ما يمنحها طابعًا طبيعيًا هادئًا يجذب الزوار الباحثين عن تجربة فريدة وسط الطبيعة.